# Atletismo nos Jogos Olímpicos de Verão de 2008 - 20 km marcha atlética masculina
A competição masculina dos 20 km de marcha atlética nos Jogos Olímpicos de Verão de 2008 realizou-se no dia 16 de Agosto em Pequim, com chegada no Estádio Nacional.

## Medalhistas
| Ouro   | RUS Valeri Borchin  |
| Prata  | ECU Jefferson Pérez |
| Bronze | AUS Jared Tallent   |

## Recordes
Antes desta competição, os recordes mundiais e olímpicos da prova eram os seguintes:
| Tipo | Atleta              | Tempo   | Local   | Data                   |
| ---- | ------------------- | ------- | ------- | ---------------------- |
|      | Sergey Morozov      | 1:16:43 | Saransk | 8 de junho de 2008     |
|      | Robert Korzeniowski | 1:18:59 | Sydney  | 22 de setembro de 2000 |

## Resultados
| #                 | Atleta                     | País               | Tempo   | Notas |
| ----------------- | -------------------------- | ------------------ | ------- | ----- |
| Medalha de ouro   | Valeriy Borchin            | RUS Rússia         | 1:19:01 |       |
| Medalha de prata  | Jefferson Pérez            | ECU Equador        | 1:19:15 | SB    |
| Medalha de bronze | Jared Tallent              | AUS Austrália      | 1:19:42 |       |
| 4                 | Hao Wang                   | CHN China          | 1:19:47 | PB    |
| 5                 | Ivano Brugnetti            | ITA Itália         | 1:19:51 | SB    |
| 6                 | Luke Adams                 | AUS Austrália      | 1:19:57 |       |
| 7                 | Francisco Javier Fernández | ESP Espanha        | 1:20:32 |       |
| 8                 | Robert Heffernan           | IRL Irlanda        | 1:20:36 |       |
| 9                 | Luis Fernando López        | COL Colômbia       | 1:20:59 | SB    |
| 10                | Yafei Chu                  | CHN China          | 1:21:17 |       |
| 11                | Yuki Yamazaki              | JPN Japão          | 1:21:18 | SB    |
| 12                | Juan Manuel Molina         | ESP Espanha        | 1:21:25 |       |
| 13                | Benjamin Sánchez           | ESP Espanha        | 1:21:38 |       |
| 14                | José Alessandro Bagio      | BRA Brasil         | 1:21:43 | SB    |
| 15                | Eder Sánchez               | MEX México         | 1:21:53 |       |
| 16                | Koichiro Morioka           | JPN Japão          | 1:21:57 |       |
| 17                | Ilya Markov                | RUS Rússia         | 1:22:02 |       |
| 18                | Giorgio Rubino             | ITA Itália         | 1:22:11 |       |
| 19                | David Kimuta               | KEN Quênia         | 1:22:21 | SB    |
| 20                | Rolando Saquipay           | ECU Equador        | 1:22:32 |       |
| 21                | Erik Tysse                 | NOR Noruega        | 1:22:43 |       |
| 22                | Ivan Trotski               | BLR Bielorrússia   | 1:22:55 |       |
| 23                | Hyunsub Kim                | KOR Coreia do Sul  | 1:22:57 |       |
| 24                | Andriy Kovenko             | UKR Ucrânia        | 1:22:59 |       |
| 25                | André Höhne                | GER Alemanha       | 1:23:13 |       |
| 26                | Matej Tóth                 | SVK Eslováquia     | 1:23:17 |       |
| 27                | Hatem Ghoula               | TUN Tunísia        | 1:23:44 |       |
| 28                | Dzianis Simanovich         | BLR Bielorrússia   | 1:23:53 |       |
| 29                | Rafal Augustyn             | POL Polônia        | 1:24:25 |       |
| 30                | Jimin Dong                 | CHN China          | 1:24:34 |       |
| 31                | James Rendón               | COL Colômbia       | 1:24:41 |       |
| 32                | João Vieira                | POR Portugal       | 1:25:05 |       |
| 33                | Chil-sung Park             | KOR Coreia do Sul  | 1:25:07 |       |
| 34                | Hassanine Sbai             | TUN Tunísia        | 1:25:23 |       |
| 35                | Marius Žiukas              | LTU Lituânia       | 1:25:36 |       |
| 36                | David Mejia                | MEX México         | 1:26:45 |       |
| 37                | Jean-Jacques Nkouloukidi   | ITA Itália         | 1:26:53 |       |
| 38                | Andrés Chocho              | ECU Equador        | 1:27:09 |       |
| 39                | Allan Segura               | CRC Costa Rica     | 1:27:10 |       |
| 40                | Juan Manuel Cano           | ARG Argentina      | 1:27:17 |       |
| 41                | Predrag Filipovic          | SRB Sérvia         | 1:28:15 |       |
| 42                | Rustam Kuvatov             | KAZ Cazaquistão    | 1:28:25 |       |
| 43                | Kevin Eastler              | USA Estados Unidos | 1:28:44 |       |
| 44                | Siarhei Charnou            | BLR Bielorrússia   | 1:29:38 |       |
| 45                | Sérgio Vieira              | POR Portugal       | 1:29:51 |       |
| 46                | Jakub Jelonek              | POL Polônia        | 1:30:37 |       |
| 47                | Fedosei Ciumacenco         | MDA Moldávia       | 1:31:37 |       |
| 48                | Mohamed Ameur              | ALG Argélia        | 1:32:21 |       |
| 49                | Recep Çelik                | TUR Turquia        | 1:32:54 |       |
| 50                | Chris Erickson             | AUS Austrália      | DQ      |       |
| 51                | Takayuki Tanii             | JPN Japão          | DQ      |       |

Legenda
| Recorde mundial      | Recorde mundial (World record)               |                       | Recorde africano                      | Recorde africano (African) |                                           | Q | Classificado por posição (Qualified) |
| Recorde olímpico     | Recorde olímpico (Olympic record)            | Recorde da América    | Recorde da América (Americas)         | q                          | Classificado por melhor tempo (Qualified) |   |                                      |
| Melhor marca do ano  | Melhor marca do ano (World leading)          | Recorde asiático      | Recorde asiático (Asian)              | DNS                        | Não largou (Did not start)                |   |                                      |
| Recorde nacional     | Recorde nacional (National record)           | Recorde europeu       | Recorde europeu (European)            | DNF                        | Não terminou (Did not finish)             |   |                                      |
| Recorde pessoal      | Recorde pessoal do atleta (Personal best)    | Recorde da Oceania    | Recorde da Oceania (Oceania)          | DSQ / DQ                   | Desclassificado (Disqualified)            |   |                                      |
| Recorde da temporada | Recorde da temporada do atleta (Season best) | Recorde sul-americano | Recorde sul-americano (South America) | NM                         | Sem marca (No mark)                       |   |                                      |